# Condado de Lake (Tennessee)
O Condado de Lake é um dos 95 condados do Estado americano do Tennessee. A sede do condado é Tiptonville, e sua maior cidade é Tiptonville. O condado possui uma área de 502 km² (dos quais 79 km² estão cobertos por água), uma população de 7 954 habitantes, e uma densidade populacional de 19 hab/km² (segundo o censo nacional de 2000). O condado foi fundado em 1870.